# 傭兵の乱 (カルタゴ)
傭兵の乱（ようへいのらん）または傭兵戦争（ようへいせんそう、英語: Mercenary War）は、第一次ポエニ戦争（紀元前264年 - 紀元前241年）の終結時にカルタゴに使役されていた軍勢が起こした反乱であり、カルタゴ支配に対して反抗したアフリカ入植地の蜂起による後押しを受けていた。紀元前241年から紀元前238年の暮れ、あるいは紀元前237年初頭まで続き、カルタゴが反乱と蜂起の双方を鎮圧して終結した。
戦争は紀元前241年、第一次ポエニ戦争間にシチリア島でカルタゴのために戦った2万人の外国兵士に対して負った報酬の支払いを巡る紛争として始まった。歩み寄りが成立するかに見受けられた時に、軍はスペンディウスとマトスの指揮の下で全面的な反乱を起こした。カルタゴに抑圧された従属地域から7万人のアフリカ人が、彼らに加わるべく補給物資と資金を携えて大挙到来した。戦争で消耗していたカルタゴは戦争初期の会戦において、特に大ハンノの統率の下で苦戦した。シチリア戦役の古強者（そして、ハンニバル・バルカの父）ハミルカル・バルカが紀元前240年に軍の共同司令官、そして紀元前239年には最高司令官に任ぜられた。彼は戦役を上首尾に進め、当初は反乱側を惹きつけるための試みで寛大さを示していた。それを妨げるため、紀元前240年にスペンディウスとアウタリトゥスが（ギスコを含む）700名のカルタゴ捕虜を拷問の末に殺し、それ以降の戦争は大いなる無慈悲さをもって遂行された。
紀元前237年初頭には多くの曲折の後に反乱軍は敗北し、彼らの下の各市はカルタゴ支配下に戻っていた。反乱兵士がカルタゴ人を残らず殺戮していたサルデーニャ島を再占領するため、遠征が準備された。しかしローマがそれを戦争行為となると宣言し、先頃の和約に違反してサルデーニャとコルシカ島の双方を占領した。これが紀元前218年にカルタゴとの間で始まった第二次ポエニ戦争の、最も大きな理由と考えられている。

## 主要な出典

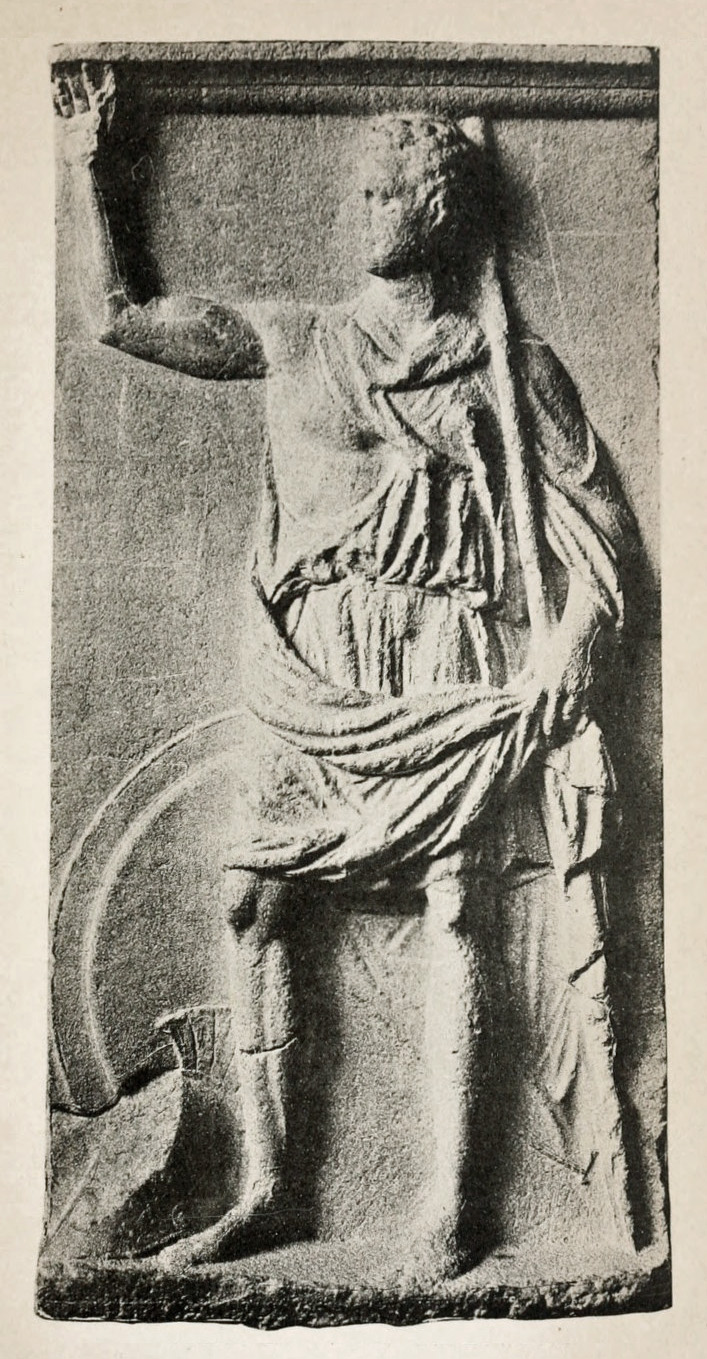
ポリュビオスを描いたものと考えられている浮彫り石板。（紀元前2世紀頃）

ポエニ戦争のほぼ全ての局面に関する主要な出典が、紀元前167年にローマへ人質として送られたギリシア人であった歴史家ポリュビオス（紀元前200年頃 - 紀元前118年頃）である。彼の著作は現存しない軍事戦術の教典を含むものの、今日においては紀元前146年後のいずれかの時期、あるいは当の乱のおよそ1世紀後に書かれた「歴史」で知られている。ポリュビオスの著作はカルタゴ人とローマ人の見方の間にあって概して客観的であり、大枠は中立的であると考えられている。
カルタゴ人の著述記録はその首都カルタゴとともに紀元前146年に損なわれ、ポリュビオスの傭兵の乱に関する記録はいくつかの現存しないギリシア語やラテン語の出典に基づいている。ポリュビオスは分析的な歴史家であり、可能であればいつでも、著述する出来事の参画者に自ら話を聞いていた。スキピオ・アエミリアヌスが第三次ポエニ戦争でローマ軍を率い、傭兵の乱における活動の地の多くを通過する遠征を行なった際に、彼はその幕僚であった。「歴史」を構成する40巻の中で、第1巻の一部のみがこの戦争を扱っている。ポリュビオスの記録の正確性については過去150年の間に多くの議論が行われているものの、現在の合意は大枠で額面通りに受け入れるというもので、現代の出典における乱の詳細はほとんど全てがポリュビオスの記録の解釈に基づいている。現代の歴史家アンドリュー・カリーは「ポリュビオスはかなり信頼の置けるものとなっている」と考え、クレイグ・チャンピオンは彼を「驚くべき博識を備え、精励で、洞察力のある歴史家」と表現する。他により後世の、乱に関する記録が存在するものの、断片的あるいは概要の形である。現代の歴史家は後のシケリアのディオドロスやカッシウス・ディオの歴史記録をも考慮に入れるが、古典学者エイドリアン・ゴールズワーシーは「ポリュビオスの記録が通常は、他のいずれの記録とも相違する際に重きを置かれる」としている。銘、硬貨、考古学的証拠といった他の根拠も存在する。

## 背景

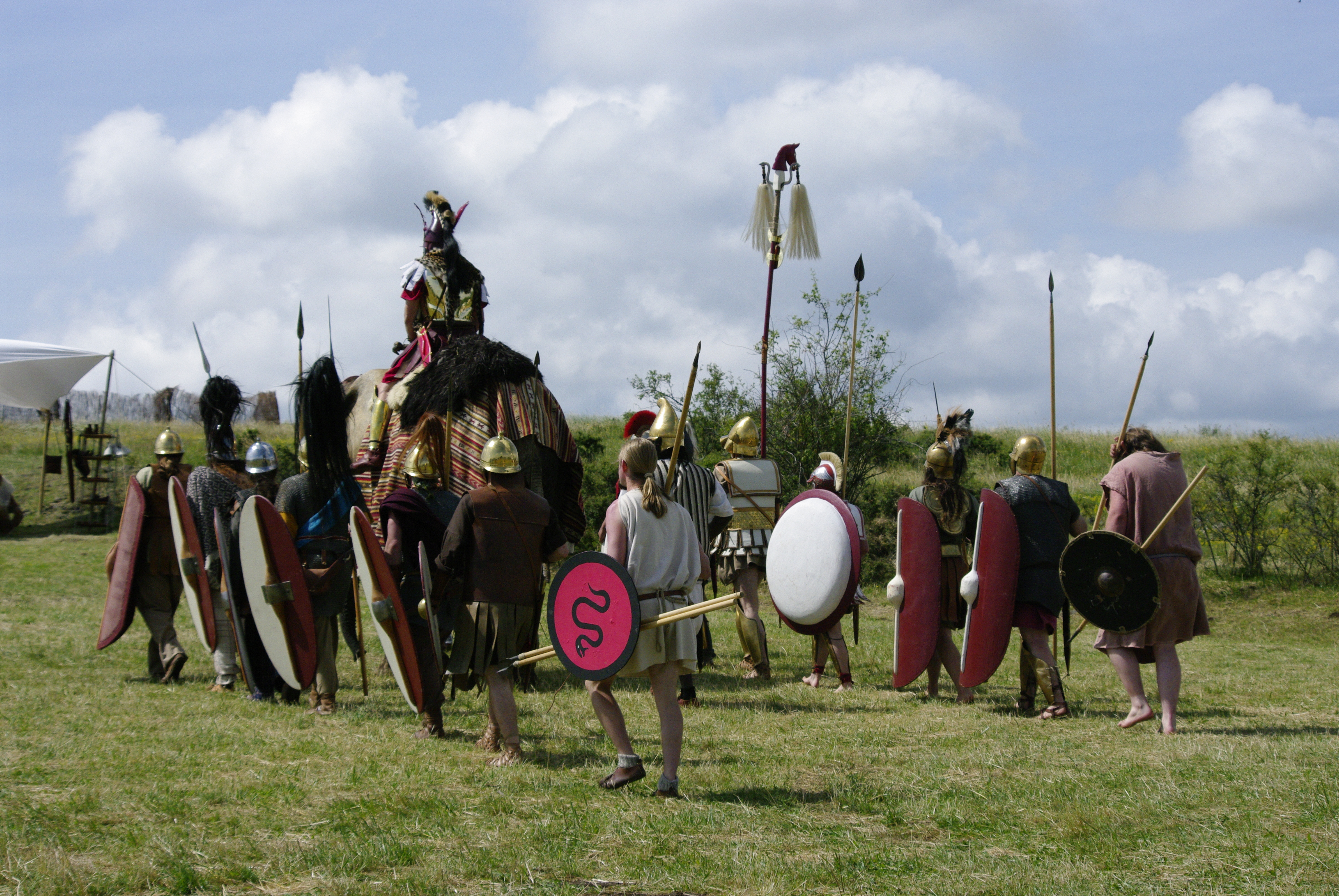
フランス・ジェルゴヴィ台地の祭典「Les Arverniales」で、現代に再現されたカルタゴ軍兵士と戦象の一団。（2012年）

第一次ポエニ戦争は紀元前3世紀に、西地中海地域の2大強国であったカルタゴとローマの間で戦われ、紀元前264年から241年の23年間に渡って続いた。ローマが現在もイタリアの首都として存在する一方で、カルタゴは後の戦争でローマにより破壊し尽くされた。その遺跡が北アフリカ海岸、現代のチュニスの16キロ（10マイル）東にある。2国は主に地中海のシチリア島とその周辺海域、また北アフリカの覇権を巡って争った。古代における最も長期の連続的紛争、そして最大の海戦であった。両陣営において莫大な物資と人材が失われた後に、カルタゴ人は敗れた。カルタゴ元老院はシチリア駐屯部隊の指揮官ハミルカル・バルカに和約について交渉するよう命じた。彼は副官のギスコを代理として派遣した。講和条約が結ばれて、第一次ポエニ戦争を終結させた。和約の条件により、カルタゴはシチリア島から引き揚げて戦争で得た捕虜の全員を引き渡し、また銀3,200タレントの賠償金を支払った――1,000タレントが即時に、そして差額が10年の間に払われる予定であった。
ローマとの戦争が行われている中で、カルタゴ将軍の大ハンノが数度の遠征を率いて、カルタゴに支配されるアフリカ地域を大幅に拡大した。その支配を、首都の300キロ（190マイル）南西のテベステ（現代のアルジェリア・テベッサ）にまで拡大した。ローマとの戦争、また自らの遠征の双方にまつわる費用のため、大ハンノは新たに征服した領域へ税を厳格に強制した。全農業生産の半分が戦争税として徴収され、市や街にかねてから課せられていた貢納は倍増された。このような取り立てが苛酷に実施され、多くの地域に極度の困難をもたらした。
カルタゴ軍はほとんど常に、外国人で構成されていた。市民はカルタゴの市に直接の脅威がある場合にのみ軍務に就いた。このような外国人の大部分が北アフリカの出身であった。リビア人は大型の楯、兜、短い剣、長い突き槍を装備した密集歩兵部隊と、また槍を携えた密集突撃騎兵部隊を供給した――いずれもその規律と持久力とで有名であった。ヌミディア人は投げ槍を遠距離から放って接近戦を避ける軽装騎兵と、投げ槍を装備した軽歩兵の散兵部隊を供給した。ヒスパニアとガリアはいずれも熟練の歩兵を供給した。防備を備えずに猛烈な突撃を敢行する部隊であるが、戦いが長引くと参画を止めるという評判を得ていた。リビア人密集歩兵と参戦する際の市民による民兵は、ファランクスとして知られる稠密な陣形を敷いて戦っていた。2,000名の投石兵がバレアレス諸島から集められた。シチリア島民とイタリア人もまた戦争中に加わり、戦列を埋めていた。カルタゴ人はしばしば戦象を使役した。北アフリカには当時、土着のアフリカ森林象がいたのであった。ローマの典拠は蔑みを込めてこれらの外国人兵士を「傭兵」と言及しているが、ゴールズワーシーはこれを「甚だしく過剰な単純化」であると述べる。彼らは様々な取り決めの下で軍務に就いていた。例えば、一部は正式な協定の一環としてカルタゴを援助する同盟下の市や王国からの正規軍であった。

## 反乱
交渉可能ないかなる条件に依ろうとも和平を達成するように命令を受けた後、降伏は不要であると確信していたハミルカルは怒りを募らせながらシチリア島を発った。2万人のカルタゴ軍をシチリアから撤退させる役目はギスコに委ねられた。近頃やるべきことのなくなった兵士たちが彼ら独自の目的で団結してしまわないよう、ギスコは軍を出身地域に基づいて小規模な分遣隊に分割した。それらを1隊ずつカルタゴへ送り返した。彼らは、権利を備えていた数年分の遡及報酬を即座に支払われて、家路を急ぐであろうと予想していた。カルタゴの権力者たちはすぐに全額を支払うのではなく、全軍が到着するまで待ってから額を引き下げた精算協議を試みることを決めた。その間に、各隊は到着するたびにカルタゴ市内の宿舎を割り当てられ、8年に及ぶ包囲下の後で文明の利点を心ゆくまで享受した。この「騒々しい放埓さ」が市の権力者たちを警戒させて、2万人の総勢が到着する前に彼らは180キロ（110マイル）離れたシッカ・ヴェネリア（現在のエル・ケフ）へと移されたが、その移動前に未払い金のかなりの部分が支払われる必要があった。
長期に渡った軍の規律から自由となり、為すこともなく、人々は内輪で不満をこぼし合い、予定の全額を下回る支払いというカルタゴ人の試みを全て拒んだ。カルタゴ側交渉者の値切りの試みに苛立ち、2万の全軍がカルタゴから16キロ（10マイル）の距離のチュニスへ行軍した。恐慌状態に陥った元老院は全額の支払いに同意した。反抗的な気配の軍はさらに多くを要求して応じた。軍から好評を得ていたギスコが紀元前241年の暮れにシチリアから連れてこられ、支払い必要額の大半を払うに足る金を携えて陣営へ派遣された。彼はその分配を開始し、差額は調達でき次第に支払われると約束した。不満が和らげられたかに見えた折に、何らかの不明な理由で規律が崩れた。一部兵士がカルタゴとの取引は一切受け入れられないと主張して、暴動が勃発し、反対者は石打ちにあって殺され、ギスコと彼の幕僚は捕虜となり、その財庫は奪われた。ローマの逃亡奴隷であり、再捕縛の暁には拷問による死が待っていたスペンディウス、そしてカルタゴのアフリカ属領からの徴税に対する大ハンノの態度に不満を持っていたベルベル人マトスが、将軍であると布告された。組織化され経験を積んだ反カルタゴ軍が領土の中心に存在する旨の知らせが速やかに広がり、多数の市や街が反乱に立ち上がった。糧食や金や増援、ポリュビオスによると更なる7万人が流入した。俸給を巡る争いが、カルタゴの国家としての存在を脅かす全面的な蜂起となっていた。

## 戦争

### 大ハンノ

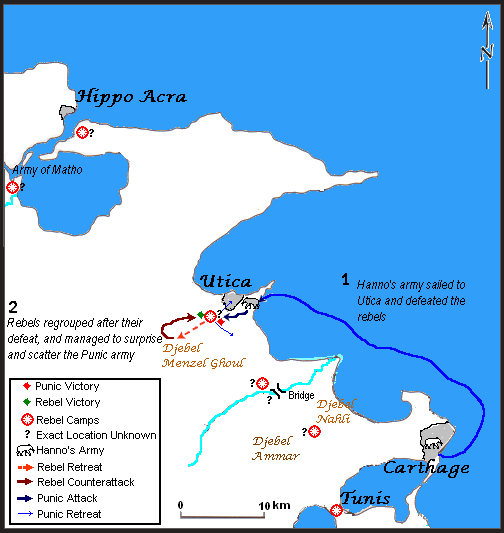
ウティカの戦いにおける両軍の主な動きを示した図。

カルタゴのアフリカ軍団の司令官として、大ハンノが出陣した。配下軍のアフリカ人は大半が忠誠を保った。彼らは同輩アフリカ人との対決行動には慣れていた。配下の非アフリカ部隊はシチリア島の軍が逐われた際にカルタゴ宿営を続けており、同様に忠誠を保った。未だシチリアに駐留していた僅かな軍勢がこの時点に至る支払いを受けて大ハンノとともに転進し、また新たな部隊を雇うための金が調達された。不明な数のカルタゴ市民が大ハンノの軍に編入された。大ハンノがこの軍勢を編成した頃には、反乱軍は既にウティカとヒッポ（現在のビゼルト）を封鎖していた。
紀元前240年の初め、大ハンノはウティカ解囲のため軍を率いて発った。100頭の象と攻城兵器を伴っていた。ウティカの戦いにおいて大ハンノは反乱軍の陣営を急襲し、象群が攻囲側を潰走させた。大ハンノの軍は陣営を奪取し、大ハンノ自身は凱旋式を催して入市した。しかし、戦いで鍛えられたシチリア軍の古参兵連は近傍の丘陵に再集結して、追撃に遭うこともなくウティカ方面に戻った。ヌミディア各市の民兵との戦いに慣れていたカルタゴ軍が未だ勝利を祝っているところへ、反乱軍が逆襲をかけた。カルタゴ軍は荷物や攻城兵器を失って逃走し、多数が落命した。当年の残りにかけて大ハンノは反乱軍と小競り合いを行い、相手を戦闘に引き込み、あるいは不利に置く機会を繰り返して逃し続けた。軍事史家のナイジェル・バグナルは大ハンノの「戦場指揮官としての無能力」を記している。
ローマは明白に、カルタゴの難局の利用から退いていた。イタリア人は反乱側との取引を禁じられ、カルタゴとの取引を奨励された。未だ拘束されていた2,743名のカルタゴ軍捕虜が、求められていた身請け金なしに解放されて直ちにカルタゴの軍へ編入された。ローマの衛星国シラクサの王ヒエロンは、カルタゴが必要としており、もはや彼らの国の後背地からは得られなかった大量の食糧をカルタゴへ供給することを認められた。紀元前240年の暮れ、もしくは239年初頭にサルデーニャ島のカルタゴ守備隊が反乱に加わり、上官や島の総督を殺した。カルタゴ人は島を奪還するための軍を派遣した。到着するとその兵士たちも反乱を起こして既存の反乱側に加わり、島のカルタゴ人を皆殺しにした。次いで反乱側はローマへ保護を懇請し、拒否された。古典学者リチャード・マイルズは「ローマは新たな戦争に乗り出すような状況ではなかった」とし、また反乱的な暴動への支援という世評を得ることを避けたがっていたと記している。

### ハミルカル

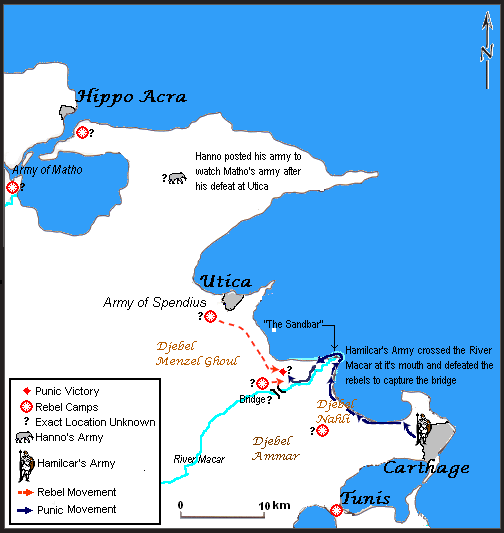
バグラダス川の戦いにおける両軍の主な動きを示した図。

紀元前240年のいずれかの時点で、カルタゴ人はより小規模の、およそ1万人からなる軍を新たに集めた。反乱側からの逃亡者、2,000人の騎馬部隊、70頭の象を含むものであった。これらが第一次ポエニ戦争の最後の6年間に、シチリア島でカルタゴ軍を指揮していたハミルカルの指揮下に置かれた。反乱軍はスペンディウスが指揮する1万人をもって、バグラダス川の戦線を維持していた。ハミルカルは作戦機動が可能となる開けた土地に出るため、川を押し通る必要があった。彼は軍略をもってそれを行い、スペンディウスは反乱軍が再開していたウティカの包囲に参画中の軍勢から、追加の1万5000人の増援を受けた。2万5000人の反乱軍が、バグラダス川の戦いにおいてハミルカルを攻撃するため移動した。それに続いた出来事は不明確である。おそらくハミルカルは後退を装い、反乱軍は戦列を崩して追撃し、カルタゴ軍は整然と向き直って反撃を仕掛け、反乱軍を潰走させて、相手の方は8,000人の損失を被った。
ハミルカルは大ハンノとともにカルタゴ軍の共同司令官に任命されたものの、2名の間に協調は存在しなかった。大ハンノがヒッポ近傍でマトスに対して動く間に、ハミルカルは反乱側に組した様々な街や市と対峙し、外交と強圧を様々に織り交ぜて相手をカルタゴへの忠誠に復帰させた。規模で上回る反乱軍部隊の追跡を受けたものの、相手の方はハミルカルの騎馬部隊や象を恐れて起伏のある地を辿り、彼の徴発隊や斥候隊を襲っていた。ウティカの南西でハミルカルは、配下の軍を山間部に移動させて反乱軍を戦闘に引き込もうと試みたが、包囲下に陥った。シチリアでハミルカルに仕えて彼に私淑していたヌミディア人指導者ナラウアスが、配下の騎馬部隊2,000人とともに帰参先を変えてようやく、カルタゴ軍は殲滅から救われた。これが反乱軍には大災厄となり、続く戦闘で彼らは1万人の戦死者、4,000人の捕虜という損失を被った。

### 執念深い戦争

乱の全体における両軍の主な動きを示した図。

カルタゴを発って後、ハミルカルは捕虜とした反乱軍勢を温厚に扱い、自軍に加わるか、あるいは自由に家路に就くかという選択肢を提案していた。最近の戦闘で得た4,000人の捕虜にも同様の提案を行った。反乱軍指導者連はこのような寛大な扱いをナラウアスの変節の背後にあった動機と認めて、自軍の崩壊を恐れた。かような寛大な条件は自分たち自身に対しては拡大されないであろうと悟ったのであった。両陣営間の厚情の可能性を除くべく、スペンディウスは同僚の指導者ガリア人アウタリトゥスに鼓舞されて、ギスコを含む700人のカルタゴ捕虜を拷問の末に死に至らしめた。彼らは手を切断され、去勢され、脚を折られ、坑に投ぜられて生き埋めにされた。傭兵の指導者で数か国語に熟達する雄弁家であったアウタリトゥスは、この虐殺の主たる扇動役としてポリュビオスから引き合いに出されている。今度はハミルカルが自らの得た捕虜を殺した。ここからはいずれの陣営も慈悲を示さず、並外れた戦いの苛烈さがポリュビオスをして「執念深い戦争」と名づけさせた。カルタゴ人に捕虜とされた者はこれ以降いずれも、象に踏みつけにされて殺された。
紀元前239年の3月から9月にかけたいずれかの時点で、それまでは忠誠を示していたウティカとヒッポの市が、カルタゴ駐留兵を殺して反乱側に加わった。ウティカの人々はローマ人へ自市の提供を申し出たものの、相手はサルデーニャ島の反乱者への返答と同様に断った。それまで当地域で行動していた反乱軍は南へ移動し、カルタゴを包囲した。
騎兵戦力で明らかな優位に立っていたハミルカルは、カルタゴ周辺で反乱軍の補給線を襲撃した。紀元前239年の中頃、大ハンノとその軍が彼に加わったものの、最良の戦略を巡って2人は一致せず、作戦は停滞した。稀な事態として最高司令官の選択が軍の投票に付されて――おそらく、士官級のみによるものであった――ハミルカルが選出され、大ハンノは軍を後にした。紀元前238年初頭、糧食の欠乏が反乱軍にカルタゴの包囲を止めさせた。彼らはチュニスまで退き、そこでより距離を置いた封鎖を維持した。マトスが封鎖を続ける間に、スペンディウスは4万人を率いてハミルカルと対決した。前年と同様に、彼らは高みや荒れた地に留まってカルタゴ軍を悩ませた。詳細は典拠において明らかにされていない戦役の時期を経て、ハミルカルは「鋸山」として知られる山道あるいは山脈に反乱軍を封じ込めた。山々で身動きが取れずに食料が枯渇し、反乱軍は自分たちの馬、捕虜、そして奴隷を口にして、マトスがチュニスから出撃して自分たちを救出することに望みをかけた。遂には包囲を受けた軍勢はその指導層にハミルカルとの交渉を強いたものの、彼は薄弱な口実でスペンディウスとその副官連を捕虜とした。反乱軍は次いで鋸山の戦いにおいて道を戦い開こうと試みて、一人残らず殺戮された。
ハミルカルは続いて紀元前238年暮れにチュニスへと行軍し、当地を包囲下に置いた。市は東西の双方から接近困難であったので、ハミルカルは軍の半分をもって南に位置し、副官のハンニバルが残りとともに北についた。鋸山に先立って捕虜とされた反乱軍指導者たちが、市からよく見える場で磔刑に処せられた。マトスは大規模な夜襲を命じ、それがカルタゴ軍の不意をついて多数の死傷者を喫させた。陣営の一つが壊滅し、彼らは携行装備のほとんどを失った。加えてハンニバルと、軍を訪問中であったカルタゴの名士30人からなる派遣団が捕らえられた。彼らは拷問にかけられ、次いで前にスペンディウスと同僚が架けられた十字架へ磔にされた。ハミルカルは包囲を断念して北へ退いた。
元老院は大ハンノとハミルカルの和解を促し、彼らはともに任務に就くことで合意した。その間にマトスと配下の軍はチュニスを発ち、160キロ（100マイル）南方の富裕な市で、戦争の先立つ時期にカルタゴに対して蜂起していたレプティス・パルウァへと進んだ。大ハンノとハミルカルは彼らの後を、総計でおそらく4万人となり、軍務に就ける年齢の全カルタゴ市民を含む軍とともに行進した。反乱軍は紀元前238年の半ばから暮れにかけて、待って包囲下に陥るよりも、カルタゴ軍と開けた場で会戦した。戦闘の詳細は現存していないものの、残された反乱軍3万人は一掃されてマトスは捕虜となり、カルタゴ軍にはほとんど損害がなかった。他の捕虜が磔刑とされる間に、マトスはカルタゴ市の通りを引きずって行かれ、住民によって苛まれ死に至らしめられた。まだカルタゴと和睦していなかった街や市の大半が今やそのように行ったものの、カルタゴ人の殺戮に対する報復を住民が恐れたウティカとヒッポは例外であった。彼らは持ちこたえようと試みたが、ポリュビオスは彼らもまた「速やかに」、おそらく紀元前238年の暮れか237年が始まってすぐに降伏したと述べる。降伏した街や市は寛大に遇されたものの、カルタゴ人の総督が彼らに押しつけられた。

### サルデーニャ島
おそらく紀元前237年に、サルデーニャ島の原住民が決起して反乱軍の駐屯兵を駆逐し、相手はイタリアへ難を逃れた。アフリカでの戦いが終結していたところで、彼らは再びローマの援助を懇請した。この度はローマ人は同意し、サルデーニャ島とコルシカ島の双方を奪うため遠征を準備した。ローマ人が3年前とは異なる行動を取った理由は、典拠からは不明である。ポリュビオスはこの行動を擁護しがたいものであると主張する。カルタゴはローマへ使節を送り、彼らはルタティウスの和約を引用して、300年に渡って領有していた島を再奪取するために自分たちの遠征を準備中であると主張した。ローマ元老院は冷笑的に、その部隊の用意を戦争行為とみなすと告げた。彼らの講和条件はサルデーニャとコルシカの割譲、そして1,200タレントの追加賠償金の支払いであった。30年間の戦争で弱体化していたカルタゴは、ローマとの紛争に再突入するよりも合意を行った。

## その後

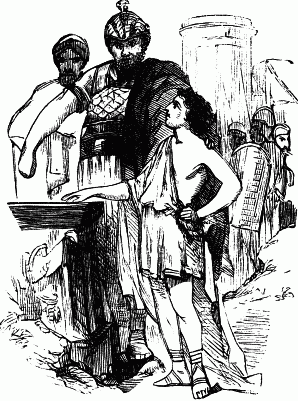
シャーロット・ヤング『若者のためのローマ史』（Young Folks' History of Rome）の挿絵。ハミルカル・バルカが息子ハンニバル・バルカに、常にローマ人の敵であることをバアル神の祭壇の前で誓わせたという伝承に基づいている。（1880年）

地元住民の鎮定に苦戦し、ローマ人はサルデーニャ島とコルシカ島に少なくとも続く7年間に渡って、強力な軍の駐留を必要とした。ローマによるサルデーニャとコルシカの奪取、そして追加の賠償金はカルタゴの憤りの念を募らせた。ポリュビオスはローマ人によるこのような不実の行いが、19年後にカルタゴとの戦争が再発した最も大きな理由となったと主張する。勝利におけるハミルカル・バルカの役割が、バルカ家の名望と権力を大いに強めた。乱のすぐ後にハミルカルは配下の古参兵の多くを率いて、イベリア半島南部のカルタゴ保有地を拡大する遠征に出た。これが半自治領のバルカ家の封土となった。紀元前218年、ハンニバル・バルカ指揮下のカルタゴ軍がイベリア半島東部でローマ人が護る市サグントゥムを包囲し、第二次ポエニ戦争を燃え立たせる火花を創出した。
歴史家デクスター・ホヨスは「執念深い戦争は（中略）カルタゴの国の運勢と軍の位置づけとに完全な、そして後まで及ぶ反転を生」んだと記している。マイルズは「深遠な政治的変質の時期」が存在したとして同意する。カルタゴは軍への支配力を再び獲得することはなく、各将軍はハミルカルのように、引き続き配下の軍によって選出された。ヒスパニアの軍勢は事実上、バルカ家の私兵となった。内部ではバルカ家と民会の双方の意見が次第に、古来確立されていた元老院や審判の会合を左右するに至った。

## 文化・芸術への影響
- 『サランボー』 - フランスの作家ギュスターヴ・フローベールが1862年に発表した小説で、この時期のカルタゴを舞台としており、ハミルカル・バルカの架空の娘サランボーと反乱軍指導者マトー（マトス）の関係を軸に展開される。

### 画像

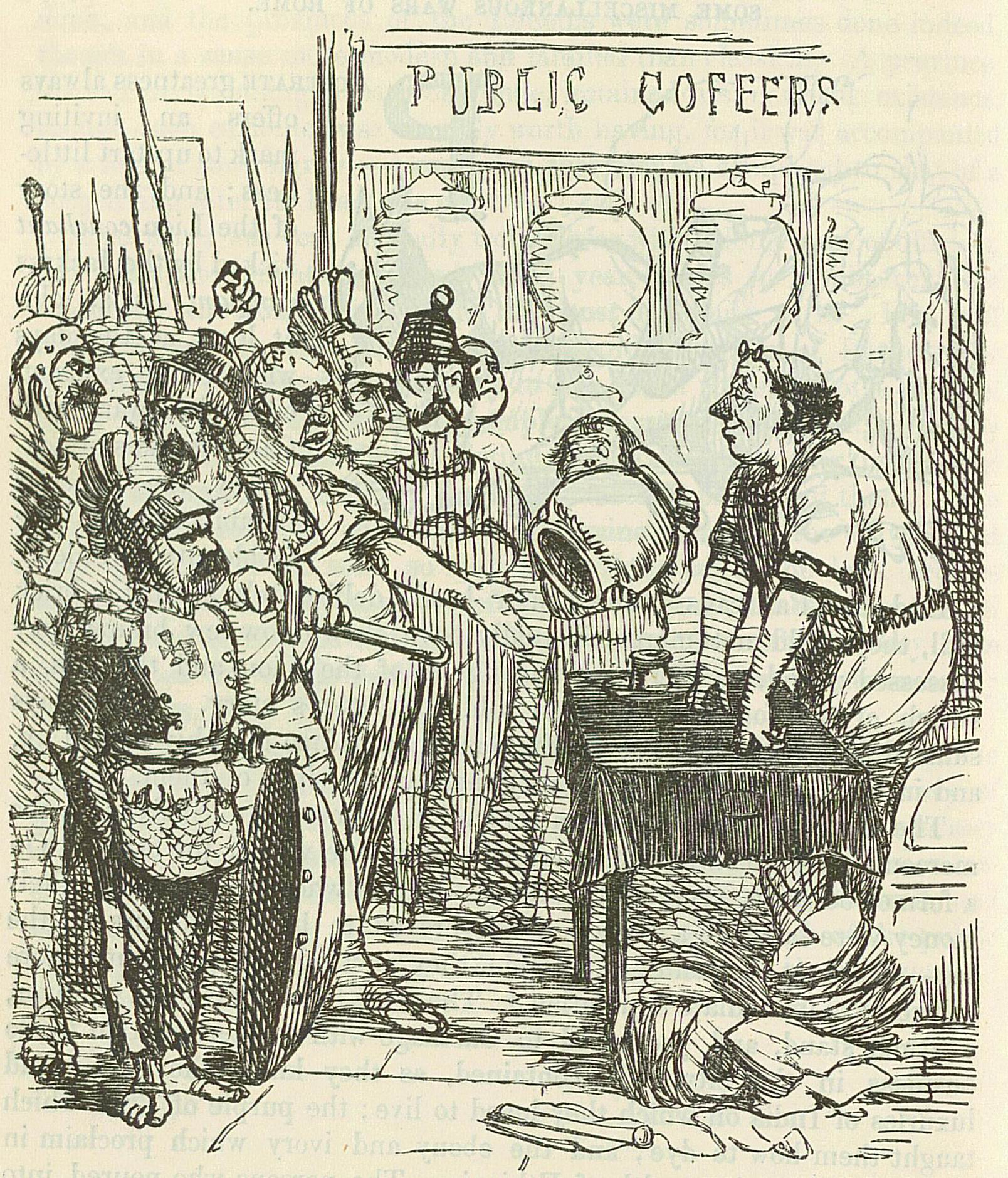
{ジョン・リーチが描く、ギルバート・アポット・ア・ベケット（英語版）『ローマ諷刺史』（The Comic History of Rome）[90]の挿絵。大ハンノが傭兵たちに、公庫は空であると告げている。（1850年頃）
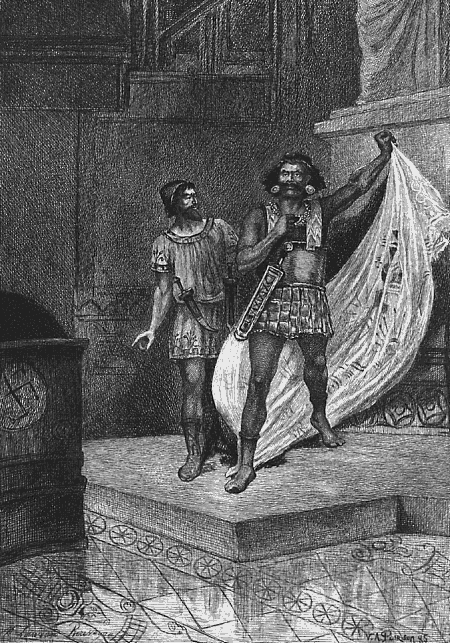
ヴィクトル＝アルマン・ポワソン（フランス語版）が描く、スペンディウス（英語版）（左）とマトス（英語版）。（1890年）
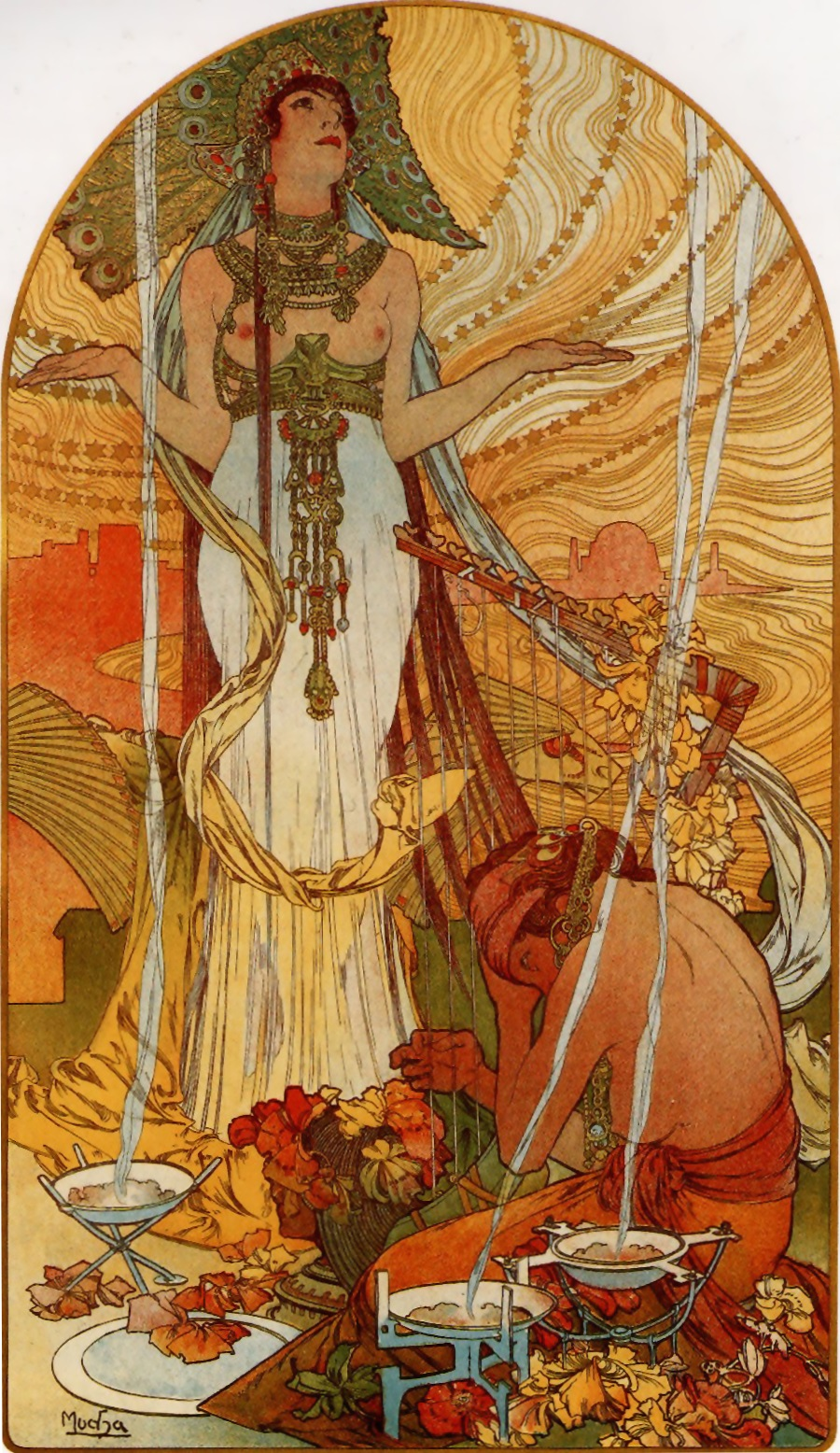
アルフォンス・ミュシャが描く、ハミルカル・バルカの架空の娘サランボー。（1896年）

## 注記